# Pierre Millière

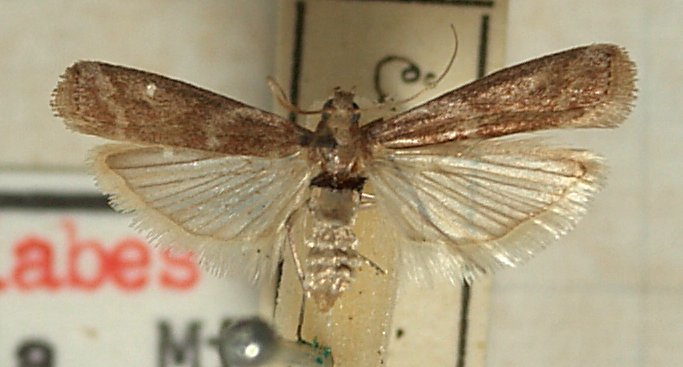
De citruslichtmot (Cryptoblabes gnidiella), een van de vele soorten die Pierre Millière heeft beschreven

Pierre Millière (Saint-Jean-de-Losne, 1 december 1811 - Cannes, 29 mei 1887) was een Franse entomoloog.
Hij was een apotheker en bestudeerde in zijn vrije tijd vlinders. Hij schreef tussen 1859 en 1874 Iconographie et description de Chenilles et Lépidoptères inédits in 35 delen, waarmee hij internationale bekendheid verwierf.
Zijn verzameling Macrolepidoptera en Snuitmotten wordt bewaard in het Paleis Coburg in Wenen. Het grootste deel van zijn verzameling Microlepidoptera bevindt zich in het Muséum national d'histoire naturelle in Parijs; een klein deel in Naturalis te Leiden.